# Wolfmannsgehau
Wolfmannsgehau  ist eine zum Ortsteil Ifta der Stadt Treffurt gehörende Kleinsiedlung im Wartburgkreis in Thüringen, Deutschland. In den Ortsteil Wolfmannsgehau führt die Kreisstraße 500.

## Geographie
Wolfmannsgehau zählt naturräumlich bereits zum Ringgau. Eingebettet ist der Ort in ein schmales  Tal und liegt auf etwa 310 m ü. NN. Höchste Erhebungen sind der Dreiherrenstein (488,5 m ü. NN) und der Staufelsberg  (391,3 m ü. NN). Der Heldrastein ist mit (503,8 m ü. NN) eine weithin sichtbare Landmarke unweit der nördlichen Gemarkungsgrenze. Die Seitentäler Mertelstal, Melmental und das Ölbachtal werden landwirtschaftlich (Ackerbau und Milchviehzucht) genutzt.
Der einstige Grenzstreifen bei Ifta ist mit einer Gesamtlänge von etwa zehn Kilometern als Teil des Biotop-Verbundes Grünes Band Deutschland unter Naturschutz gestellt.

## Geschichte

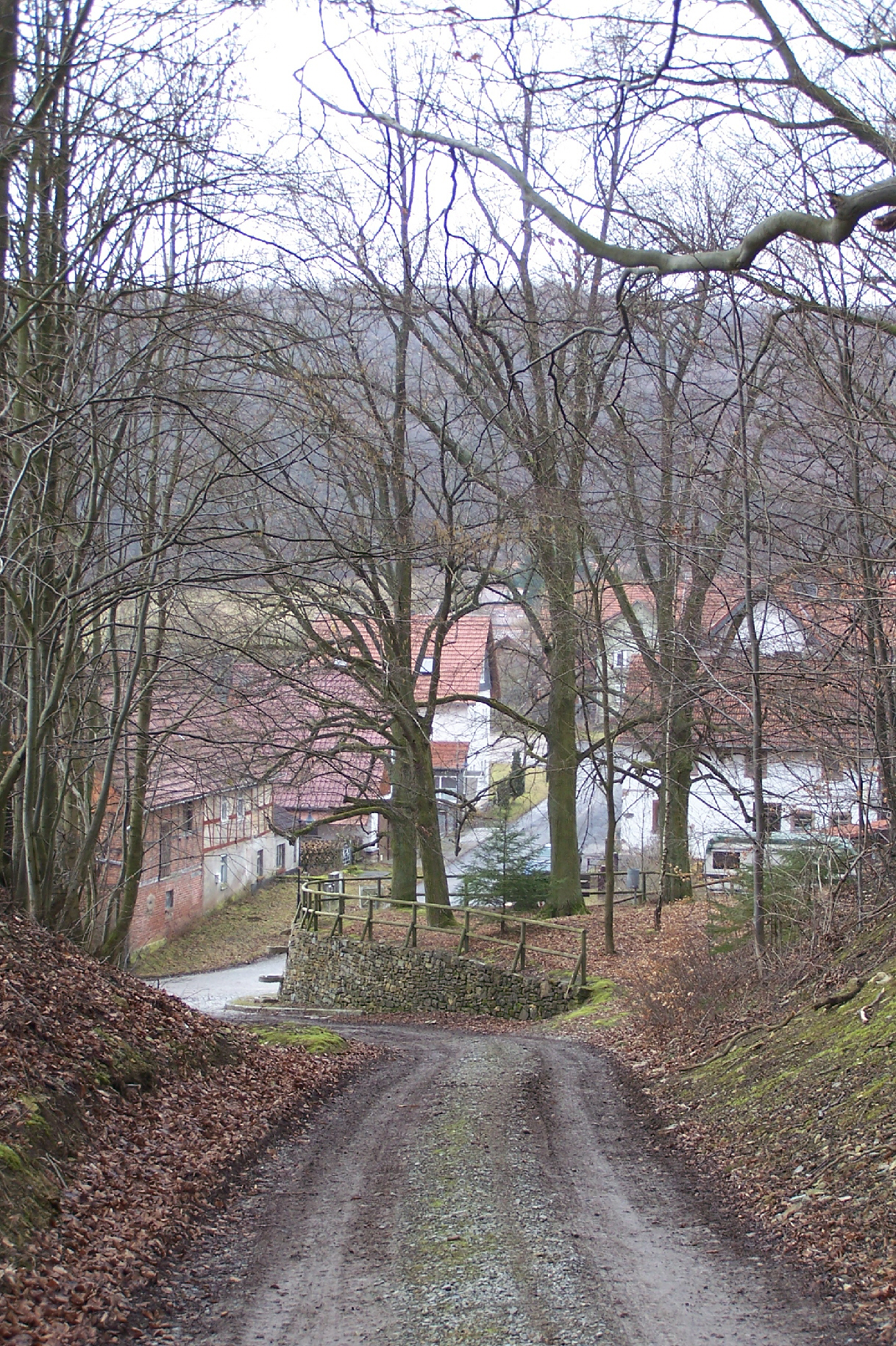
Der Dorfanger in Wolfmannsgehau

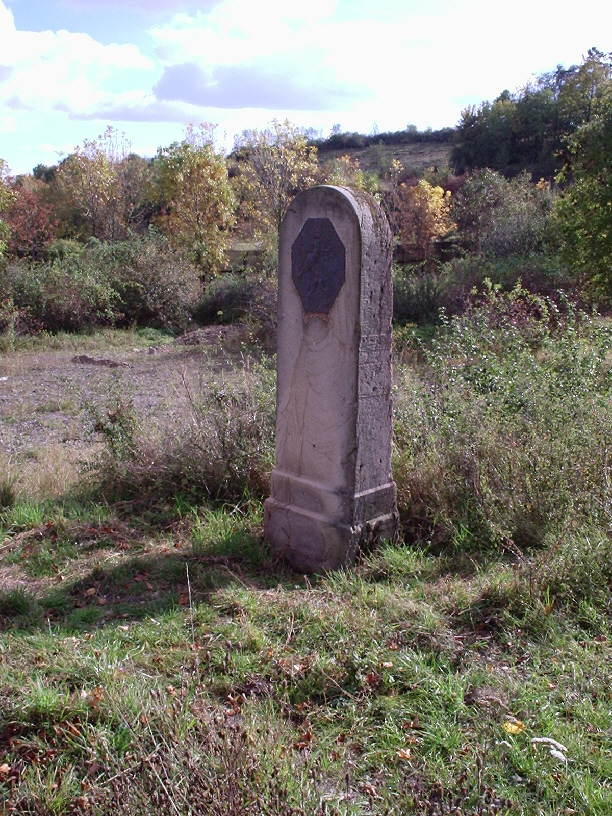
Ein Preußischer Grenzadler am Abzweig nach Wolfmannsgehau bei Ifta

Der Ortsname Wolfmannsgehau bedeutet Rodungssiedlung eines Wolfmann. Die Geschichte des Ortes dürfte um 1000 beginnen und ist mit den Nachbarorten Ifta, Schnellmannshausen, Rambach, Rittmannshausen, Weißenborn und der Nachbarstadt Creuzburg verwoben. Der Ort gehörte zum wettinischen Amt Creuzburg.
Während des Dreißigjährigen Krieges lagerten Kroaten unterhalb des Entenberg im Kroatengraben; auf ihren Plünderzügen im Ringgau verbreiteten sie 1637 Angst und Schrecken. 1640 zählte man in Ifta 30 aufgelassene (wüste) Höfe, nur ein Zwölftel der landwirtschaftlichen Flächen waren noch brauchbar; in Wolfmannsgehau waren die 4 Höfe abgebrannt, alle Männer tot und deren Hinterbliebene zogen in die Nachbarstädte.
1879 wurden, basierend auf der Volkszählung von 1875, erstmals statistische Angaben zum Ort publiziert. Die Größe der Wolfmannsgehauer Flur betrug 222,9 ha, davon Höfe und Gärten 2,7 ha, Wiesen 4,1 ha und Ackerfläche 124,9 ha. Wald 87,0 ha, Teiche, Bäche und  Flüsse  0,0 ha, auf Wege, Triften, Ödland und Obstbauplantagen entfielen 3,9 ha.
In Wolfmannsgehau zählte man 7 Pferde, 53 Rinder, 94 Schafe, 19 Schweine und 4 Ziegen. Ifta wurde in dieser Übersicht als wohlhabender Ort  bezeichnet.
Zur Flur Wolfmannsgehau kamen nach 1945 die zuvor stets als Landeseigentum ausgewiesenen Staatsforste am Heldrastein.
Wolfmannsgehau und Ifta lagen zwischen 1945 und 1989 in der 5-km-Sperrzone entlang der Innerdeutschen Grenze, hier war eine Kompanie des Eisenacher Grenzregimentes stationiert. Der Ortsteil Wolfmannsgehau lag im 500-Meter Schutzstreifen und war deshalb besonders bewacht. Unmittelbar an der Landesgrenze befand sich auf hessischer Seite ein US-amerikanischer Stützpunkt (Observation point) dessen Wachturm gegenwärtig noch vorhanden ist.
1961 wurden als politisch unzuverlässig geltende Familien im Rahmen der Aktion Kornblume aus dem nur 2.000 m von der Grenze entfernten Ort in das Innere der DDR zwangsausgesiedelt. Mehrere Familien waren vorgewarnt und konnten noch nach Hessen fliehen.
Am ehemaligen Grenzübergang befindet sich ein historischer preußischer Grenzstein (Grenzadler). Dort entsteht gegenwärtig das Projekt Baumkreuz, das an die Zeit der Deutschen Teilung erinnert.